# Sameh Saleh
Sameh Saleh es un deportista egipcio que compitió en tenis de mesa adaptado. Ganó una medalla de bronce en los Juegos Paralímpicos de Londres 2012, en la prueba individual (clase 4).

## Palmarés internacional
| Juegos Paralímpicos | Juegos Paralímpicos   | Juegos Paralímpicos | Juegos Paralímpicos |
| Año                 | Lugar                 | Medalla             | Categoría           |
| ------------------- | --------------------- | ------------------- | ------------------- |
| 2012                | Londres (Reino Unido) | Medalla de bronce   | Individual 4        |